# .fj
.fjは国別コードトップレベルドメイン（ccTLD）の一つで、フィジーに割り当てられている。